# Prudnice
Prudnice is een plaats in de gemeente Brdovec in de Kroatische provincie Zagreb. De plaats telt 641 inwoners (2001).